# Spilotragus ornatus
Spilotragus ornatus là một loài bọ cánh cứng trong họ Cerambycidae.